# زیردریایی یو-۲۸۲
زیردریایی یو-۲۸۲ (به انگلیسی: German submarine U-282) یک زیردریایی بود که طول آن ۶۷٫۱ متر (۲۲۰ فوت ۲ اینچ) بود. این زیردریایی در سال ۱۹۴۳ ساخته شد.